# Dökkálfar et Ljósálfar

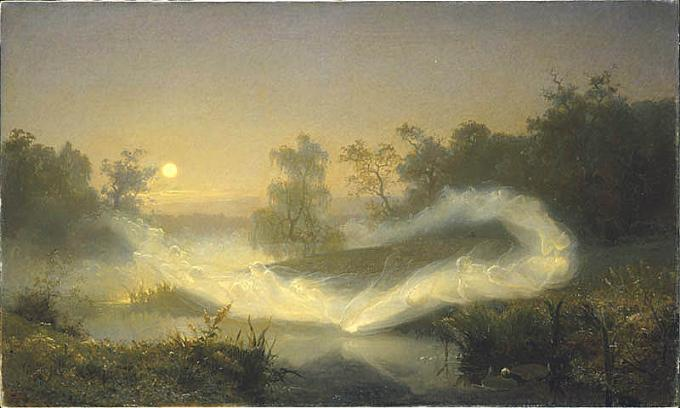
Älvalek (Jeux d'elfes ou Fées dansantes) (1866) d'August Malmström

Les Dökkálfar (« Elfes sombres »)  et Ljósálfar (« Elfes lumineux »)  sont, dans la mythologie nordique, deux types d'alfes ; les elfes noirs habitent sous la terre et ont un teint foncé, tandis que les elfes clairs vivent à Álfheimr et sont « plus beaux que le soleil à regarder ». Ils ne sont attestés qu'à partir des écrits tardifs du poète Snorri Sturluson, en particulier l' Edda en prose, écrite au XIIIe siècle, ou le poème en vieux norrois du XIVe siècle Hrafnagaldr Óðins.

## Interprétations
La distinction entre Alfes lumineux et Alfes sombres ne se rencontre que chez Snorri et il est vraisemblable (c'est l'opinion exprimée en premier lieu par Jacob Grimm) qu'elle soit la transposition du dualisme chrétien anges / démons.
Toutefois, il est possible qu'elle renvoie à deux aspects du culte des Alfes : culte de la fécondité pour les Alfes lumineux, culte des morts pour les Alfes sombres.

## Dans l'art et la culture
On retrouve la notion d'Alfe lumineux et sombres dans les bandes dessinées Elfes d'Olivier Peru et Stéphane Bileau publiées aux éditions Soleil et dans plusieurs jeux vidéos (Les Royaumes d'Amalur : Reckoning, God of War, ou Fire Emblem Heroes.

## Sources bibliographiques
- Snorri Sturluson, François-Xavier Dillmann (traduction), L'Edda, Gallimard, coll. « L'Aube des peuples », 1991  (ISBN 2-07-072114-0) ;
- John Lindow, Norse Mythology. A Guide To the Gods, Heroes, Rituals, and Beliefs, Oxford University Press, 2002  (ISBN 0-19-515382-0) ;
- Rudolf Simek, Dictionnaire de la mythologie germano-scandinave, Le Porte-Glaive, coll. « Patrimoine de l'Europe », 1995 [2 volumes]  (ISBN 2-906468-37-1 et 2-906468-38-X).